# Reichsschwefelwerk

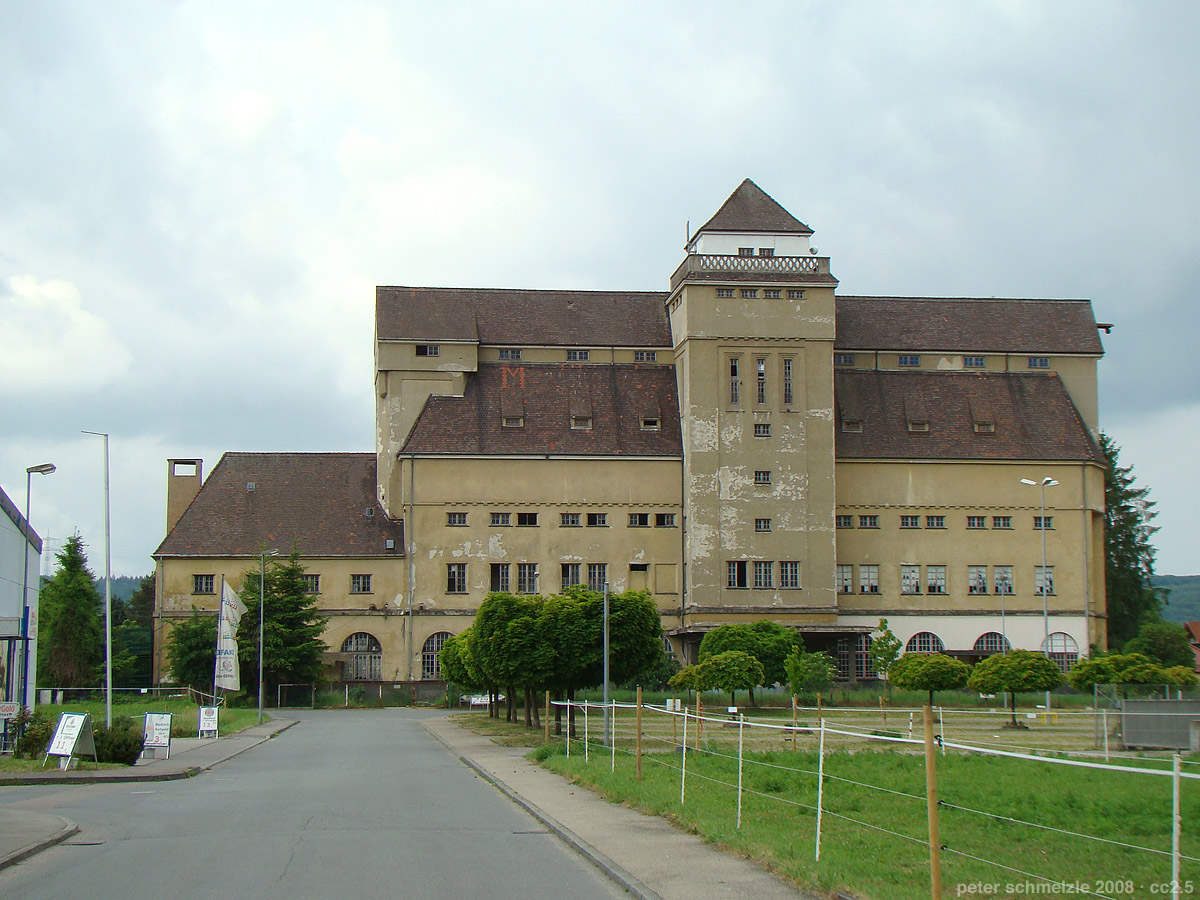
Ein erhaltenes Gebäude des Reichsschwefelwerks: die Alte Mälzerei in Haßmersheim

Das Reichsschwefelwerk, in einigen Dokumenten auch als S-Fabrik Neckarzimmern oder Es-Fabrik Neckarzimmern, in Haßmersheim, heute im Neckar-Odenwald-Kreis in Baden-Württemberg, wurde während des Ersten Weltkriegs errichtet, um aus den regionalen Gipsvorkommen den benötigten Schwefel für die kriegswichtige Sprengstoff- und Munitionsindustrie zu gewinnen. Von der nach dem Krieg größtenteils demontierten Anlage ist bis heute hauptsächlich die so genannte Alte Mälzerei erhalten.

## Geschichte

### Vorgeschichte
Nachdem Italien zur Entente beitrat und Österreich-Ungarn den Krieg erklärte, war Deutschland 1915 von den kriegswichtigen Schwefeleinfuhren aus Italien und Spanien weitgehend abgeschnitten. Deshalb plante die Heeresleitung im Rahmen des Projektes „Rohstoff deutscher Gips“ den Bau eines Reichsschwefelwerkes in der Nähe größerer Gipsvorkommen, wo man den für die Munitionsherstellung dringend benötigten Schwefel auf chemischem Wege gewinnen wollte. Für den Aufbau einer Ammoniumnitratproduktion erwarb im Januar 1914 die BASF den Gipsstollen in Neckarzimmern. Zusätzlich kaufte die BASF für 22.000 Mark das Ausbeutungsrecht für das Gipsvorkommen unter dem benachbarten Haßmersheimer Gemeindewald in Richtung Hüffenhardt. Ein weiteres großes Gipsvorkommen lag im Nachbarort Obrigheim. So fiel die Standortwahl für den Bau des Reichsschwefelwerkes auf Haßmersheim. Es sollte binnen sechs Monaten in Betrieb gehen.

### Bau der Anlage
Ein offizielles Vertragswerk zwischen Reichsfiskus und BASF zum Errichten und Betreiben des Werkes ist nicht bekannt. Gleichwohl existiert ein Papier, eventuell ein Entwurf, in dem die BASF als Erbauer und Betreiber genannt wird. Das Gelände stellte der Fiskus zur Verfügung, ebenso übernahm er die Kosten von etwa 60 Millionen Mark. Auch war geregelt, dass bei Friedensschluss die Produktion einzustellen sei. Weiter ist dem Papier zu entnehmen, dass der BASF für den Betrieb der Anlage die Selbstkosten plus 10 Prozent erstattet werden und der Fiskus sämtliche Regressansprüche übernimmt, die sich aus dem Betrieb der Anlage ergeben.
Im Herbst 1916 begann die BASF auf knapp 30 Hektar und etwa 1,5 km entlang des Neckars, mit dem Bau des auf eine Monatsproduktion von 5000 Tonnen Schwefel ausgelegten Werkes, u. a. auf dem Gelände der heutigen Firma Fibro GmbH. Das Gips- bzw. Anhydritvorkommen sollte in dieser Schwefelfabrik verarbeitet werden. Den Aufbau bewältigten 2500 Menschen, nach einigen Quellen auch mehr. Neben deutschen Fachkräften wurden hierzu auch Kriegsgefangene aus Frankreich, Belgien und Russland eingesetzt. Neben dem Werk errichtete man eine große Barackensiedlung (auf dem Gelände der heutigen Wohnsiedlung nördlich der Alten Mälzerei) für Mitarbeiter und für Kriegsgefangene, die auch im ab 1914 gleichfalls von der BASF betriebenen Gipsstollen in Neckarzimmern jenseits des Neckars eingesetzt wurden. Die Einwohnerzahl von Haßmersheim stieg sprunghaft von etwa 2000 auf 4013 Personen an.
Große Teile der Anlage wurden von der DEMAG Duisburg konstruiert und erbaut, beispielsweise die zehn Hochöfen und Kesselanlagen. Auf der Flussseite des Werkes baute man umfangreiche Bahnrangieranlagen und einen Lokschuppen für die Rangierlok. Zur Verbindung mit dem Stollen schlug man 1917 eine Bahnbrücke („BASF-Brücke oder auch Russenbrücke“) über den Neckar. Zumindest teilweise bestand diese Brücke von einer zuvor in Russland erbeuteten und demontierten Brücke. Ihr linker Kopf lag dem am anderen Ufer einmündenden Steinbachtal gerade gegenüber, und sie verlief ungefähr von Süd nach Nord; der hier nordwestlich fließende Neckar wurde also schräg überspannt. Anschluss an die dem rechten Neckarufer folgende Hauptlinie hatte die neue Haßmersheimer Stichstrecke etwa 200 m talabwärts vom nördlichen Brückenkopf.
Mit einer Seilbahn sollte vom Karl-Stollen (auf dem Gelände des heutigen Zementwerkes) Rohgips zur Siloanlage (heutige Alte Mälzerei) transportiert werden. Eine weitere Seilbahn, in alten Urkunden erscheint sie als Seilkran, ging in der Höhe des heutigen Gipswerkes in Neckarzimmern über den Neckar. Welche Aufgabe diese hatte, ist nicht ganz klar, aber vermutlich diente sie zum Transport des in Neckarzimmern gewonnenen Rohgipses und zur Unterstützung der damals ebenfalls auf etwa gleicher Höhe sich befindenden Fähre.
Nach mehreren Verzögerungen ging die Anlage etwa drei Monate vor Kriegsende in Betrieb und erzeugte neben Schwefel noch allerlei unerwünschte Nebenprodukte.
Laut Betriebsleiter Goebel sollten für die Schwefelproduktion 300 Personen beschäftigt werden. In Friedenszeiten sollte die Beschäftigtenzahl auf 50 Personen sinken.

### Friedensvertrag von Versailles
In Zeitungen ab jener Zeit war stets zu lesen, dass gemäß dem Versailler Vertrag und unter Aufsicht der Interalliierten Militär-Kontrollkommission die Anlage demontiert werden musste. Teilweise wurde auch berichtet, das Werk sei 1919/1920 gesprengt worden (in den 1920er Jahren wurde oft von einer Trümmerlandschaft gesprochen).
In neueren Veröffentlichungen wird jedoch teilweise bezweifelt, dass der Rückbau des Werkes in Zusammenhang mit dem Versailler Vertragswerk stand. Unter anderem wird dies begründet, dass, obwohl das Gelände für Kriegszwecke beschlagnahmt wurde, die Produktion bei Kriegsende sofort eingestellt werden sollte, die Planungen und Organisation dem Kriegsministerium oblagen und der Reichsfiskus das Werk finanzierte, es ein rein „ziviles“ Projekt gewesen sei. Weiter wird angeführt, dass es im Friedensvertrag von Versailles keinen Hinweis darauf gibt. Die einzige bekannte Erwähnung der Fabrik mit diesem Vertrag im Archivmaterial soll wegen zweier in Lodz beschlagnahmter Generatoren des Herstellers Siemens, die bis 1918 in Haßmersheim in Betrieb waren, erfolgt sein. Sie waren ursprünglich im Besitz der Firmen Jakob Kestenberg und der J.K. Poznanski AG. Nach mehreren erfolglosen Aufforderungen Polens diese zurückzugeben erschien ein französischer Kriegsentschädigungsvertreter. Trotz der daraufhin vereinbarten und gezahlten Entschädigung von 31.174 Mark, trifft aber am 6. März 1921 eine Aufforderung zum Versand aus Polen ein.

### Demontage und Abtragung
Am 11. März 1919 wurde das Werk beim Mosbacher Bezirksamt als stillgelegt gemeldet. Die bisherigen Prokuristen Werksleiter Dr. Goebel, Werksleiter Wolfgang Sturm, Herr Velle und Herr Ibsen verloren am 10. Januar 1919 ihre Prokura. Ein auf den 30. Juni 1919 datiertes Gutachten von Fritz Haber und Herrn Königsberger mit dem Titel „Verhältnisse in der Schwefelfabrik Neckarzimmern“ gerichtet an das Reichsschatzministerium kam zur Einschätzung, dass Schwefel in der vorgesehenen Weise nicht störungsfrei hergestellt werden könne, da es nicht gelang die im Kleinversuch günstigen Ergebnisse auch im Großen zu erreichen. Zur Verbesserung des Prozesses liefen jedoch Versuche. Auch für die anfallende Schlacke sah man eine Lösung, sie sollte nach einem Verfahren von Diehl zur Herstellung von Schlackensteinen verwendet werden. Solange diese Optimierungsversuche nicht abgeschlossen sind, habe die BASF kein Interesse am Standort andere chemische Produkte zu produzieren. Ein Betrieb als Gipswerk sei auch nicht zu empfehlen, da es schon vor dem Krieg ein Überangebot an Gips gab. Die Einrichtungen seien zwar für ein Eisenhüttenwerk geeignet, da jedoch alle Rohstoffe angeliefert werden müssten wird dies als unwirtschaftlich angesehen. Einzig der Nutzung als Kraftwerk im Überlandverbund wurden Chancen eingeräumt.
Die gesamte Anlage wurde am 30. Juli 1919 vom Reichsschatzministerium der DEMAG zur Verwertung übergeben. Die DEMAG unterhielt dazu eine Abteilung mit Oberingenieur Adolph Frank und Ing. P. Müller und auf der Reichsseite gab es eine Abwicklungsstelle in Haßmersheim. Eine Abrechnung über die Demontage der Hochöfen datiert auf den 16. Januar 1920. Einiges war vom Rückbau auch ausgeschlossen, so beispielsweise die Baracken. Die BASF verpflichtete sich, für den Rückbau benötigte Dinge vor Ort zu belassen. Über eine oder mehrere nach Ludwigshafen „entführte“ Werkslokomotive(n) gab es Streit. Wohl um Dampf zu erzeugen der für den Rückbau benötigt wurde, erhielt die DEMAG die Kesselpapiere einer dieser „entführten“ Lokomotiven. Am 3. Juni 1921 wird die Abwicklungsstelle des Reiches in Haßmersheim aufgelöst und am 1. Dezember 1921 läuft der zwischen Reich und DEMAG geschlossene Vertrag aus.

### Die Anlage im Besitz der BASF
Nachdem schon 1919 sowohl Haßmersheim wie auch Neckarzimmern an den Baracken interessiert waren um die Wohnungsnot zu lindern und die BASF für 55.000 Mark das Verwaltungsgebäude kaufte, abtrug und in Ludwigshafen wieder aufbaute, zeigte sich die BASF auch am Kauf der Gesamtanlage interessiert. Interesse bestand vor allem an Bahnanlage und Lokschuppen, den Seilbahnen, am Gipsstollen Carl Bosch, am Silobau, der Sprenglufthalle und den Elektroeinrichtungen. Ein erstes Angebot wurde bereits 1920 erhöht. Zum 10. Dezember 1921 soll das Reich für 20 Millionen Mark zum Verkauf bereit gewesen sein, jedoch unter der Auflage, dass ein Weiterverkauf für die nächsten 20 Jahre ausgeschlossen sei. Einer Zeitungsmeldung vom 5. März 1922 zufolge, soll der Verkauf an die BASF abgeschlossen und der Bergwerksbetrieb wieder aufgenommen worden sein, wozu 100 Arbeiter eingestellt wurden. Bereits am 17. November 1921 wurde ein Stromliefervertrag mit der Neckar AG abgeschlossen. Um diesen Strom erzeugen zu können, mussten zuvor jedoch drei Millionen Mark investiert werden.
Am 7. Mai 1925 war in Zeitungen zu lesen, dass der Betrieb des Schwefelwerkes wieder aufgenommen wird und dies 60–100 Arbeitsplätze schaffen würde. In einer Korrektur dieser Meldung am 14. November 1925 hieß es, dass die Betriebsaufnahme nicht zuträfe. Am 22. April 1926 war zu lesen, dass das Werk wieder voll in Betrieb ginge, um wertvolle chemische Produkte in den verbliebenen Anlagen und Gebäuden herzustellen. Auf Anfrage berichtet das Bergamt in Karlsruhe am 8. Juni 1926, dass eine Fläche von 23 ha und die darauf befindlichen Anlagen für den Betrieb des Gipswerkes in Neckarzimmern gebraucht würden. Ebenfalls 1926 wollte die Gemeinde Haßmersheim das Werk katastermäßig zusammenfassen, was die BASF jedoch mit Hinweis auf verpachtete Flächen ablehnte. 1927 spricht man von einer abgerissenen Anlage und 1929 spricht das Bezirksamt in Mosbach, aufgrund eines Unterstützungsersuchens der Gemeinde Haßmersheim zum beabsichtigten Kauf (zu 0,15 Mark je Quadratmeter) des Areals, von einer „Schwefelsäurefabrik“. 1939 erklärte schließlich die Wehrmacht das Gelände zum Ausweichareal für Produktionen.
In den zurückliegenden Jahren gab es auch Interesse diverser Firmen an Teilen des Geländes. So beispielsweise das Bekleidungshaus Levy, Siegelsche Schuhfabrik und weitere. Allerdings wurden die Anfragen mit Angabe unterschiedlicher Gründe immer negativ beschieden.

### Zweiter Weltkrieg
Im Zweiten Weltkrieg wurden Bauten und das Gelände dann wiederum genutzt. Das Silo und die Hallen dienten als Materiallager. Eine Kugellagerfabrik aus Schweinfurt wurde ins Gipswerk unterhalb des Hornberges verlegt, und auf dem Haßmersheimer Gelände errichtete man weitere Baracken für Kriegsgefangene und Fremdarbeiter. Auch plante die Wehrmacht, eine Verbindungsbahn zwischen der Heeresmunitionsanstalt in Siegelsbach und dem in den Gipsstollen untergebrachten Munitionslager Neckarzimmern über die schon bestehende Eisenbahnbrücke einzurichten, das Vorhaben kam aber nicht zur Ausführung. Im März 1945 zerstörte die abrückende SS die damals bereits zerbombte Bahnbrücke vollends durch Sprengung. Gegen Ende des Krieges wurde eine Hochdruck-Forschungsstelle von Ludwigshafen nach Haßmersheim verlegt. Den hierfür benötigten Druck erzeugte eine belgische Dampflokomotive, die, nachdem die Bahnbrücke gesprengt worden war, nicht mehr zurückgeführt werden konnte.

### Nach dem Zweiten Weltkrieg

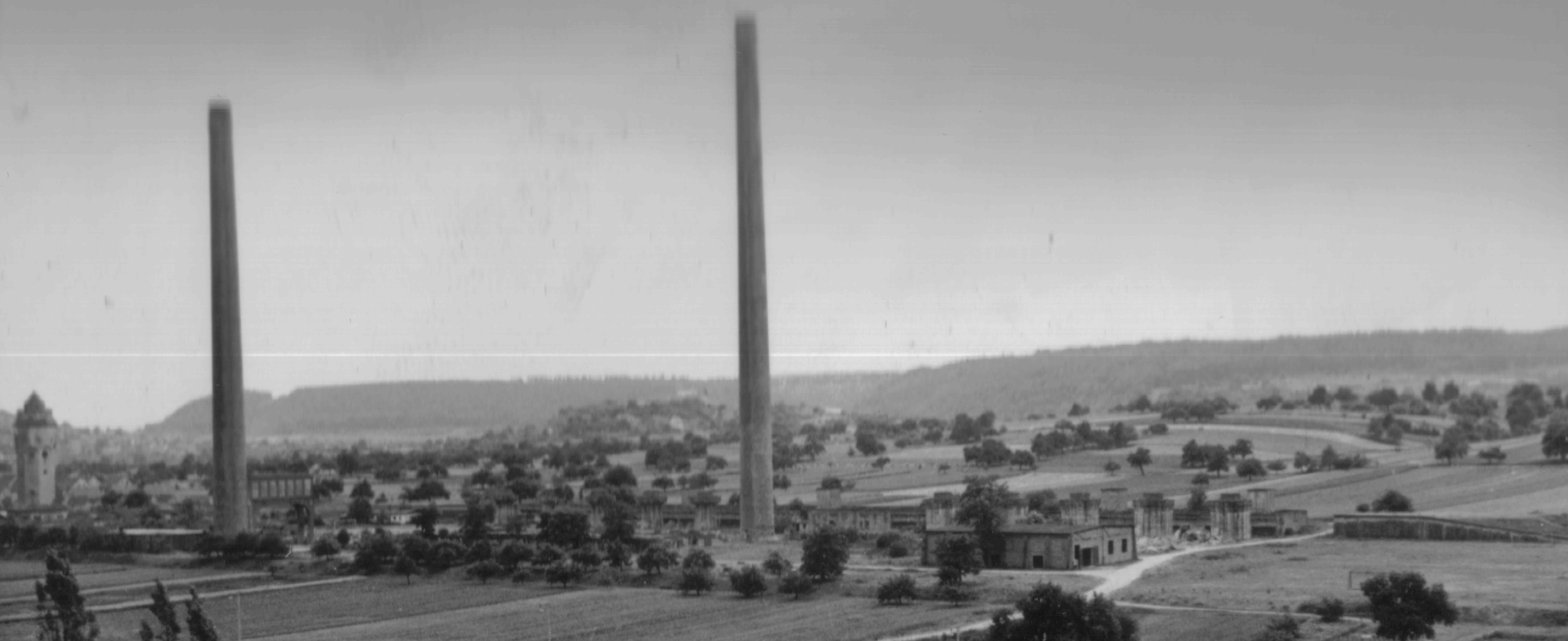
Zustand 1962 vor der Sprengung der Schlote

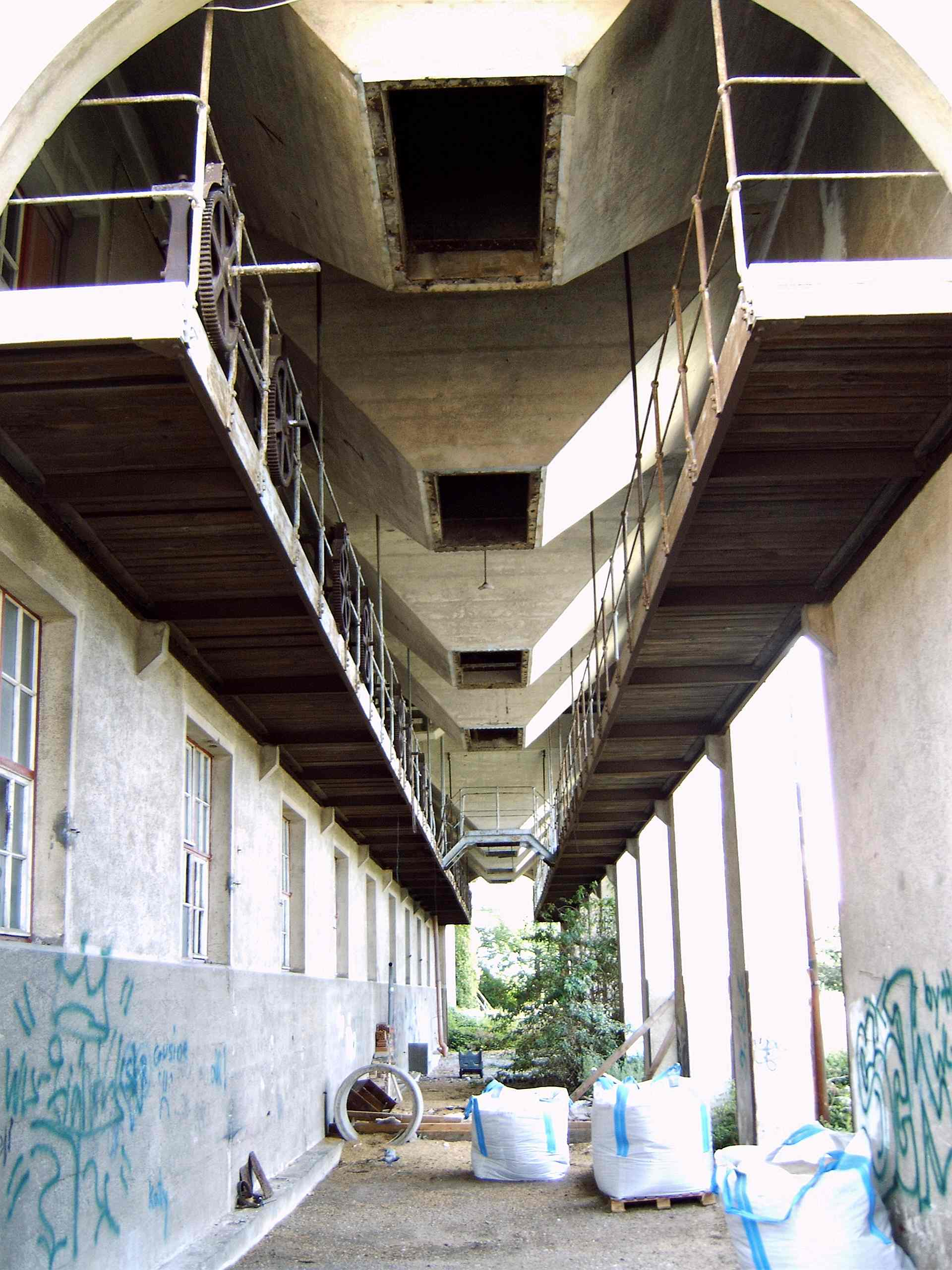
Heutige Reste der einstigen Bahnverladerampe am Silo, heute Alte Mälzerei

Bereits 1946 wollte die Gemeinde Haßmersheim die gesprengte Bahnbrücke wieder instand setzen lassen. Da jedoch das Eigentum der IG-Farben, zu der damals auch die BASF, gehörte von den Alliierten beschlagnahmt wurde, war dies nicht möglich. Ab 1948 gab es Interesse seitens verschiedener Firmen, darunter auch VW, an einer Ansiedlung in Haßmersheim. Allerdings kam wegen der defekten Brücke keine Ansiedlung zustande.
Ab 1950 erwägt die BASF den Verkauf des Geländes. Gründe hierfür waren die nicht mehr vorhandene Anbindung an das Bahnnetz, wegen der gesprengten Bahnbrücke und der schlechte Ruf der BASF in der Region. Laut diverser Schreiben der BASF in den Jahren 1951 bis 1955, will sie das Areal aber nur komplett verkaufen. Der Verkauf des Silos erfolgte dann 1956 an die Malzfabrik Kwasny. Zugleich wird die restliche Fläche für 150.000 DM an die Gemeinde Haßmersheim verkauft. Die Bezahlung erfolgte in drei Raten, finanziert mit Hilfe der Badischen kommunalen Landesbank.

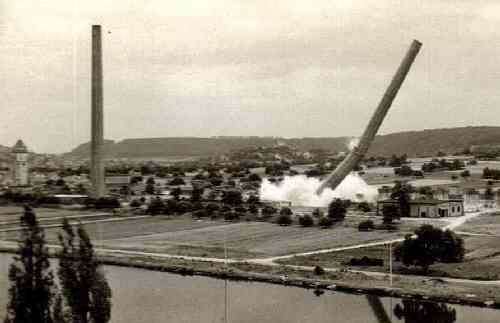
Sprengung des größeren der beiden Schlote 14. Juni 1962

In den 60er Jahren des vorigen Jahrhunderts beseitigte man die noch vorhandenen Schlote der Hochöfen, und man entfernte die Reste der Bahnbrücke. Am 14. Juli 1962 wurden dazu die beiden Kamine gesprengt, die der Volksmund Lange Lulatsche von Haßmersheim nannte. Der große Schornstein hatte eine Höhe von 120 m und einen Umfang von 28,8 m bei einem Gewicht von 4500 t, der kleine ragte nur 90 m auf und wog 2300 t. Um die Firma Fibro auf einem 13 Hektar großen Gelände anzusiedeln, wurden in großem Umfang weitere Überreste gesprengt und entfernt. 1963 veräußert Haßmersheim weitere Teile der Fläche jeweils an die Baugenossenschaft „Mein Heim“ in Mosbach sowie an den Industriebetrieb Firma Emil Wagner in Heilbronn. Die massiven Betonsockel von Hochöfen und ähnliche Baulichkeiten, der sogenannte „Eispalast“, wurden jedoch erst 1999/2000 abgetragen, um Platz für weitere Industrieansiedlungen zu schaffen. Heute sind vom ehemaligen Industriekomplex neben der Alten Mälzerei, die einst als Silogebäude errichtet wurde, und der Sprenglufthalle nur noch vereinzelte Gebäude bzw. Gebäudereste zu sehen. Auch die einst umfangreichen Gleisanlagen wurden überwiegend abgebaut, teils auch zugeschüttet.

## Karl-Stollen
Bereits ab 1913 nahm die BASF auf der Suche nach Gipsvorkommen in Haßmersheim und im benachbarten Hüffenhardt Probebohrungen vor. An einer der vier gefundenen und als lohnend angesehenen Vorkommen wurde dann der Carl-Bosch-Stollen erschlossen. Eine Seilbahn führte von diesem Stollen zum Silo (heute Alte Mälzerei) und sollte den abgebauten Gips zum Silo und wohl auch Sprengluft vom Silo zum Stollen transportieren. Da es in dem Stollen zu Problemen mit Wassereinbrüchen kam und die Seilbahn nur einmal zu Testzwecken in Betrieb war, ist es zweifelhaft ob je Gips aus dem Stollen abgebaut wurde.
Ursprünglich sollte der Karl-Stollen nach Carl Bosch benannt werden. Nachdem dieser damit nicht einverstanden war, übermalte man zur feierlichen Einweihung den Namensbestandteil Bosch mit weißer Farbe und nannte ihn Carl-Stollen. Später erscheint er dann als Karl-Stollen.
Der Stollen besteht auf dem Gelände des Zementwerkes in Haßmersheim bis heute und diente bis zur Abschaltung des Zementwerkes als Kühlwasserquelle.

## Geländebeschaffung
Aufgrund des Reichsleistungsgesetzes von 1873 war der Staat berechtigt im Kriegsfalle Land, Gebäude und Güter die für die Kriegsführung wichtig sind, gegen Zins und Erstattung des Nutzungsausfalls zu beschlagnahmen. Verantwortlich war damals Fritz Haber, der sowohl Direktor des Kaiser-Wilhelm-Instituts für Physikalische Chemie und Elektrochemie in Berlin-Dahlem war und zugleich einen militärischen Rang im Preußischen Kriegsministerium bekleidete. Die beschlagnahmten Flächen waren sehr kleinparzellig im überwiegenden Eigentum der Haßmersheimer Landwirte. Wegen der Nähe zum Neckar galten sie als landwirtschaftlich ergiebige Flächen und bestes Ackerland. Obwohl 1916 den Betroffenen eine Entschädigung zugesagt wurde, zahlte man wohl nichts. Streitereien zu diesem Thema zogen sich über Jahre hin. Es wurde auch darauf hingewiesen, dass die BASF bei Grunderwerb im Gegensatz zum Staat, stets pünktlich bezahlte. Statt der ursprünglich zugesagten 1,80 Goldmark pro Quadratmeter wollte der Staat später nur noch 0,20–0,30 Mark pro Quadratmeter bezahlen. Ab 1919 sprach man nicht mehr von Beschlagnahmung, sondern von Enteignung. Schließlich wurden die Betroffenen in der Inflationszeit mit Beträgen zwischen 4,20 und 5,20 Mark (Papiermark) pro Quadratmeter abgefunden, also praktisch nichts.
Nach der Inflationszeit setzte sich der Reichstagsabgeordnete Alfred Hanemann dafür ein, dass die Betroffen noch einige hundert Mark erhalten sollten.

## Bahnbrücke
Die IG-Brücke wurde vom Volksmund auch BASF-Brücke, Russenbrücke und Wilnabrücke genannt, weil sie zumindest in Teilen im russischen Wilna abgebaut und über den Neckar von Neckarzimmern nach Haßmersheim wieder aufgebaut worden sein soll. Die Brücke bestand aus 14 Segmenten und 13 Pfeilern und spannte sich schräg über den Neckar. Die Brücke wurde Mitte 1918 abgenommen und für den Bahnverkehr freigegeben. Sie ermöglichte den Zugang zum privaten Streckennetz des Gipstollens in Neckarzimmern und den Zugang zum öffentlichen Bahnnetz auf der Strecke Neckarelz-Heilbronn, auf dem Streckenkilometer 46,6/46,7. Geliefert und erbaut wurde die Brücke von der Eisenhoch- und Brückenbaufirma Gollnow & Sohn in Stettin.
Die BASF erteilte auch die Erlaubnis, dass der ebenfalls auf der Brücke stromabwärts vorhandene Fußweg von der Bevölkerung mitbenutzt werden durfte, wies aber stets darauf hin, dass die Brücke Reichseigentum sei.
Nach Kriegsende wurde die Brücke von Russland zurückgefordert. Dazu äußerte sich die Fa. Gollnow am 17. Januar 1920 schriftlich und meinte, dass eine Rückgabe nicht infrage käme, weil die zuvor bereits benutzten Teile der Brücke aus dem Inland stammten. Nachdem der Gipsabbau in Neckarzimmern 1929 von der BASF eingestellt worden war, sprach sich die Gemeinde Haßmersheim mit Blick auf den örtlichen Kohlehandel für den Erhalt der Brücke aus. 1945 wurde die Brücke von der abrückenden SS gesprengt und hing danach mit dem Mittelteil V-förmig in den Neckar. Gerüchteweise soll sie zuvor auch schon bombardiert worden sein. Der beschädigte Mittelteil wurde später entfernt, weil er eine Behinderung der Flussschifffahrt darstellte. Ende der 1960er Jahre wurden dann auch die bis dahin verbliebenen Reste entfernt.

## Herstellungsverfahren
Eine genaue Beschreibung das angewandten Verfahrens oder ein Betriebsschema sind nicht überliefert. Wegen der Zulieferung von Sandstein, der ebenfalls unweit des Werkes abgebaut wurde, wird angenommen, dass mithilfe der Kieselsäure im Sandstein die im Gips vorhandene Schwefelsäure ausgetrieben wurde. Gleichzeitig wurde das Kalzium des Gipses zu Kalziumsilikat. Dem ebenfalls danach vorhandenen Schwefeloxid wurde dann im Hochofenprozess der Sauerstoff entzogen.
Erste Versuche hierzu als Laboraufbau im BASF-Werk Oppau verliefen unkritisch. In der Duisburger Kupferhütte durchgeführte spätere Versuche in größerem Maßstab verliefen ernüchternd. Insbesondere das Verstopfen des Hochofens mit Kalziumsulfidschlacke machte Probleme. Auch der erwünschte Wirkungsgrad war sehr schlecht. Um eine Tonne Schwefel zu gewinnen, waren 30 Tonnen Gips notwendig.
Als etwa drei Monate vor Kriegsende zwei der zehn Hochöfen in Betrieb gingen, wurden in dieser kurzen Zeit nicht nur erhebliche Schlackehalden produziert, es wurden auch Schwefeldampf, Kohlenmonoxid, Schwefelwasserstoff, Schwefeldioxid und Kohlenoxidsulfid als Gase über einen der Schlote entsorgt. Dies bedingte nicht nur eine enorme Geruchsbelästigung, sondern war auch in hohem Maße gesundheitsgefährdend. Schon der Betrieb dieser zwei Hochöfen soll das ganze Tal zugenebelt haben.

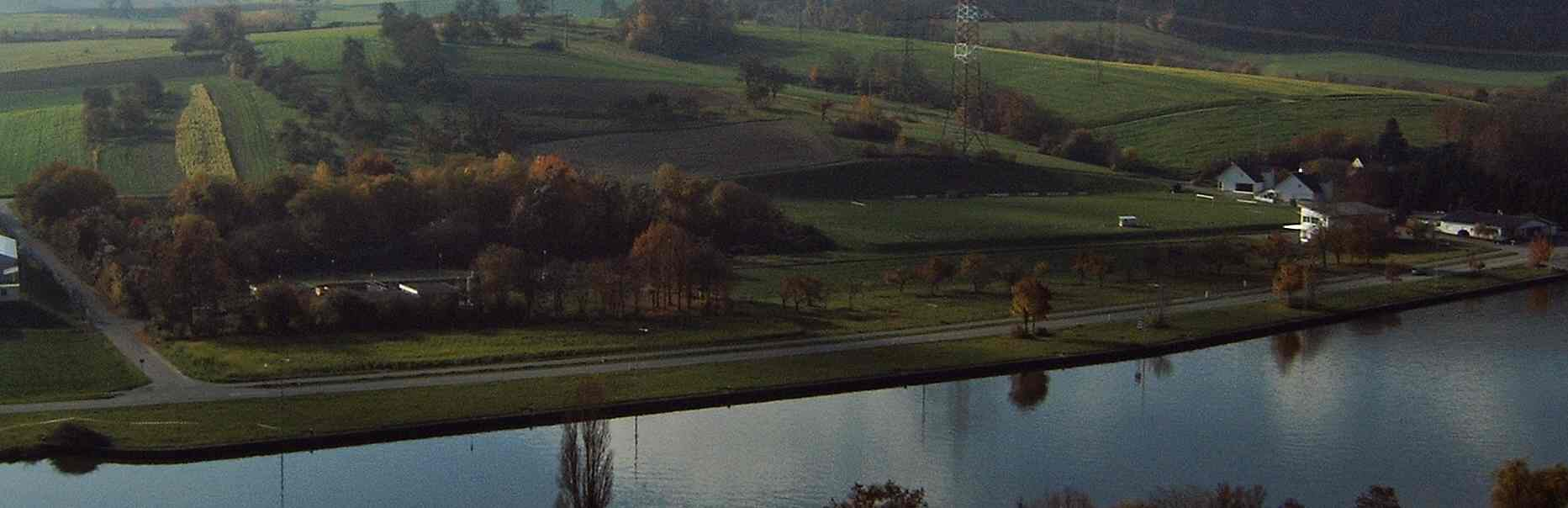
Auf dem Gelände des heutigen Klärwerkes und Sportplatzes Neckarzimmern wurde einst die Schlacke entsorgt

Die Schlacke wurde in unter die Hochöfen gefahrenen Bahnwaggons abgelassen und auf dem flussabwärts gelegenen Gelände des heutigen Klärwerkes und Sportplatzes entladen. Auf der kurzen Fahrt dahin brachte die heiße Schlacke die Bahnwaggons zum Glühen. In den 1950er Jahren wurde ein Teil dieser Schlacke zu Betonsteinen verarbeitet, deren Qualität jedoch so schlecht war, dass damit errichtete Häuser später teilweise einstürzten.
Zu den Produktionsergebnissen in dieser kurzen Zeit gab es folgende Daten: Mindestens 30 Tonnen Gips, 500 kg Koks für die Winderhitzer, 250 kg Kohle für die Kessel, 133 kg Sandstein waren für die Gewinnung einer Tonne Schwefel notwendig. Über die Schlote gingen 60 % des im Gips enthaltenen Schwefels als Wasserstoff-, Sauerstoff- und Kohlenmonoxidverbindungen verloren. Mit der Kalziumsulfidschlacke gingen weitere 20 % des Schwefels verloren. Die ursprünglichen Erwartungen gingen von dreimal günstigeren Werten aus. Der Materialeinsatz kostete 2,55 Mark pro kg Schwefel, Importschwefel dagegen nur 1,30 Mark. Berücksichtigt man alle Kosten (Anlage, Personal etc.) lagen die Kosten für den erzeugten Schwefel um das Zehnfache höher als die des importierten Schwefels.

## Sonstiges
Für das Haßmersheimer Werk, die zugehörige Siedlung und den Gipsstollen in Neckarzimmern gab es früher eine gemeinsame Poststelle mit eigenem Poststempel (Inschrift: Werk Neckarzimmern).
Bis heute existieren viele Spekulationen und Gerüchte über die Verwendung des Werkes nach dem Ersten Weltkrieg.

## Länger vorhandene Bauwerke

### Silogebäude („Alte Mälzerei“)

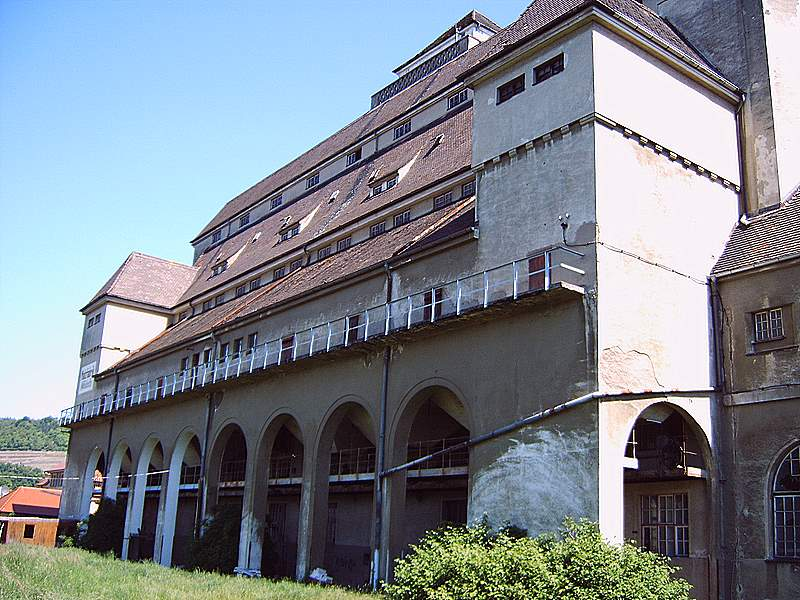
„Alte Mälzerei“, Rückseite des Silogebäudes

Das Silogebäude wurde zwischen April 1917 und Dezember 1918 errichtet. Es hat eine Grundfläche von etwa 50 × 12 Meter und eine Höhe von 39 Metern bis zur Dachspitze. Ein Schacht zur Materialaufgabe an der Vorderseite des Gebäudes reichte 10,50 Meter tief ins Erdreich. Für ein der Rüstungsproduktion dienendes Zweckgebäude ist der Bau mit seiner aufwendigen Fassaden- und Dachgliederung sowie der burgenartigen Kubatur mit Mittelturm und Ecktürmen äußerst repräsentativ gestaltet. Die Verladevorrichtungen auf der Rückseite sind als Arkadengang angelegt, die Rundbögen der Arkaden werden von den rundbogigen Fenstern der untersten Ebene aufgegriffen. Der seitliche Anbau des Silogebäudes diente als Hängeseilbahnstation. 1939 wurde der Silobau an die Firma Käufer aus Kaiserslautern zwangsvermietet. 1956 erwarb der Malzfabrikant Kwasny das Gebäude und installierte darin eine Malzfabrik, woher der heutige Name Alte Mälzerei rührt. Die Malzfabrikation wurde ab 1981 von Hans Uwe Thielecke betrieben und nach einem Brand um 1998 aufgegeben, danach befand sich noch kurze Zeit ein Getränkehandel in dem Gebäude. Seit 2002 steht das Gebäude leer und wird in letzter Zeit sporadisch für Hallenflohmärkte genutzt. Die Verladevorrichtungen und der Originalverputz des Gebäudes sind erhalten.

### Sprenglufthalle

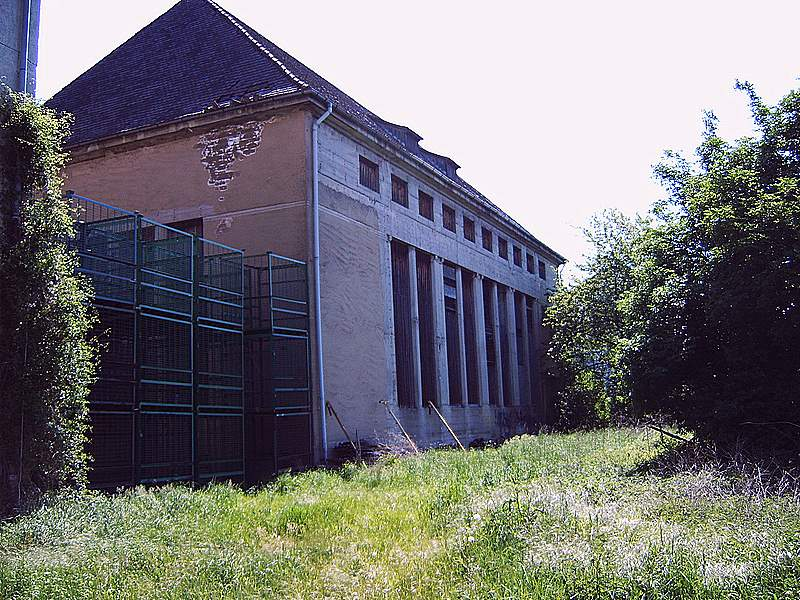
Sprenglufthalle neben Silo

Die Sprenglufthalle mit ihren hohen Öffnungsschlitzen ist neben dem Silo das zweite markante erhaltene Gebäude der Anlage. Die Halle war bis zum Ende des Zweiten Weltkriegs noch unfertig und erhielt erst nach Kriegsende ihr Dach. Der ursprüngliche Zweck des Gebäudes ist nicht bekannt. 1919 wurde die Halle als „unvollendete Anlage zur Sauerstoffverflüssigung“ bezeichnet. 1920 wird das Gebäude „Sprenglufthalle“ genannt. 1923 sprach man von einem „Pressluftgebäude“. Im Inneren der Halle befand sich eine etwa fünf Meter tiefe Kellermulde, in der nach dem Zweiten Weltkrieg Felle und Häute gelagert wurden. Später wurde die Mulde mit beim Bau des Mosbacher Kreuzes anfallendem Material verfüllt und die Halle diente als Lager der Malzfabrik. Als architektonische Besonderheit weist die Sprenglufthalle über dem seitlichen, wohl als Schaltstation gedachten Anbau eine Balustrade mit kunstvoller Brüstung auf. In Haßmersheim wird das Gebäude auch Lindebau oder Lindnerbau genannt, wobei sich jedoch keine Erklärung für diese Bezeichnung mehr finden lässt.
Am 28. April 2015 ereignete sich ein Großbrand in der Sprenglufthalle, in der zu diesem Zeitpunkt Wohnmobile, Haushaltsgeräte und Reifen gelagert waren. Im August 2016 wurde die Halle abgerissen.

### Trafostation

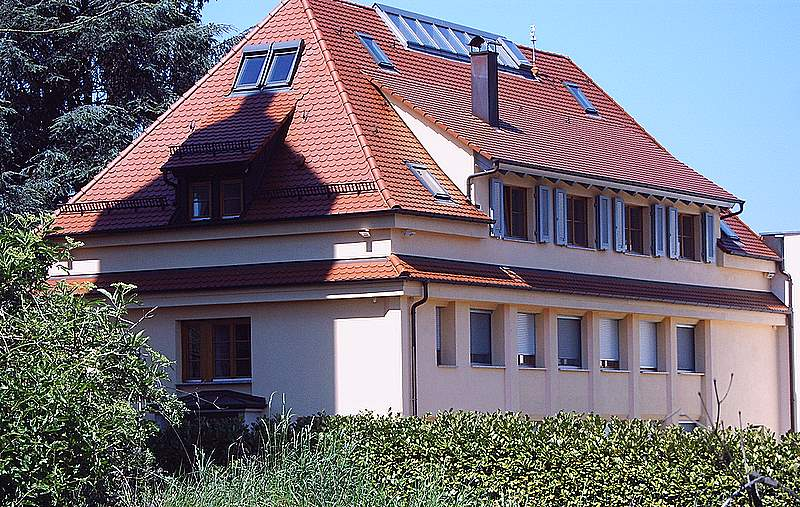
Ehemaliges Trafohaus neben Silo, heute Wohnhaus

Der Strom der Anlage kam vom Kraftwerk in der Steinbacher Mühle und wurde über den Silobau in Neckarzimmern und die Turbinenzentrale Haßmersheim in die Trafostation neben dem Silogebäude geleitet. Die Turbinenstation hatte mindestens vier Generatoren mit einer Leistung von insgesamt 10 Megawatt. Das im Trafogebäude verbaute Material soll indes minderwertig gewesen sein. Die Trafostation wird heute als Wohnhaus genutzt.

### Sonstige erhaltene Gebäude
Eine alte Lagerhalle des Reichsschwefelwerks dient heute als Werkstatt. Ein gleichartiger Bau ist in den Baulichkeiten der Firma Fibro aufgegangen und von außen nicht mehr zu erkennen. Am Tannenweg befinden sich zwei kleine und niedrige massive Schuppenbauten, die vor Ort als Bunker bezeichnet werden und deren ursprüngliche Funktion unbekannt ist. Einst waren drei solcher Gebäude vorhanden, das dritte wurde schon vor 1925 abgebrochen.
Sonstige Baulichkeiten sind nur noch fragmentarisch vorhanden, darunter Reste der einstigen Umzäunung des Schwefelwerks oder Reste des Seilbahnkopfes in Neckarzimmern.
Das Pförtnerhaus der einstigen Bahnbrücke wurde 1927 vom Odenwald-Klub abgebaut und auf der nahen Eduardshöhe wieder aufgeschlagen. Dort wird es seitdem als Klubheim für Veranstaltungen genutzt.

## Abbildungen

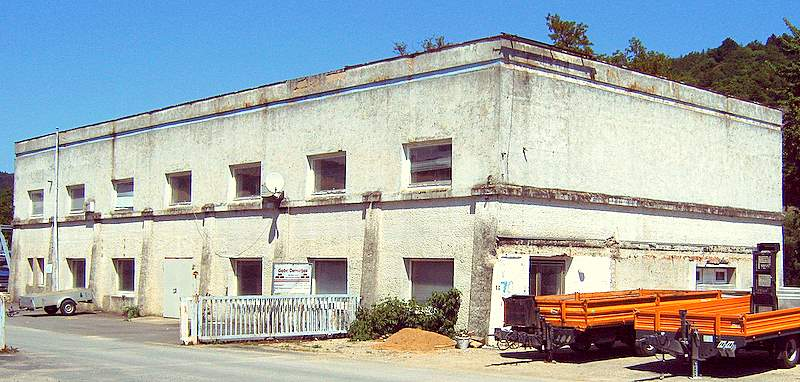
Eine der beiden noch heute erhaltenen Lagerhallen
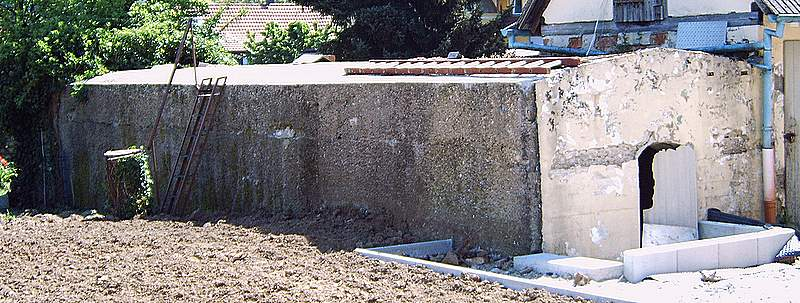
Einer von zwei sogenannten Bunkern, Funktion unbekannt
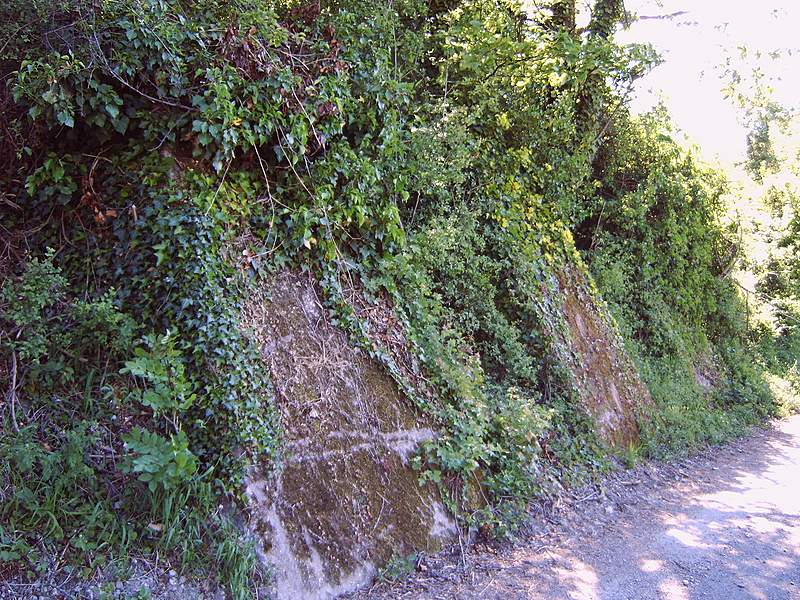
Reste des Seilkrankopfes in Neckarzimmern